# Arto Sipinen

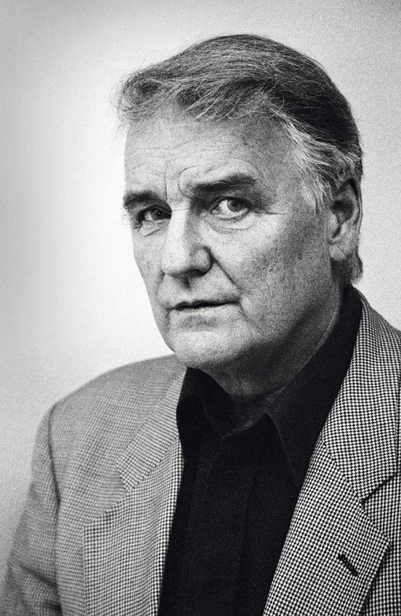
Arto Sipinen.

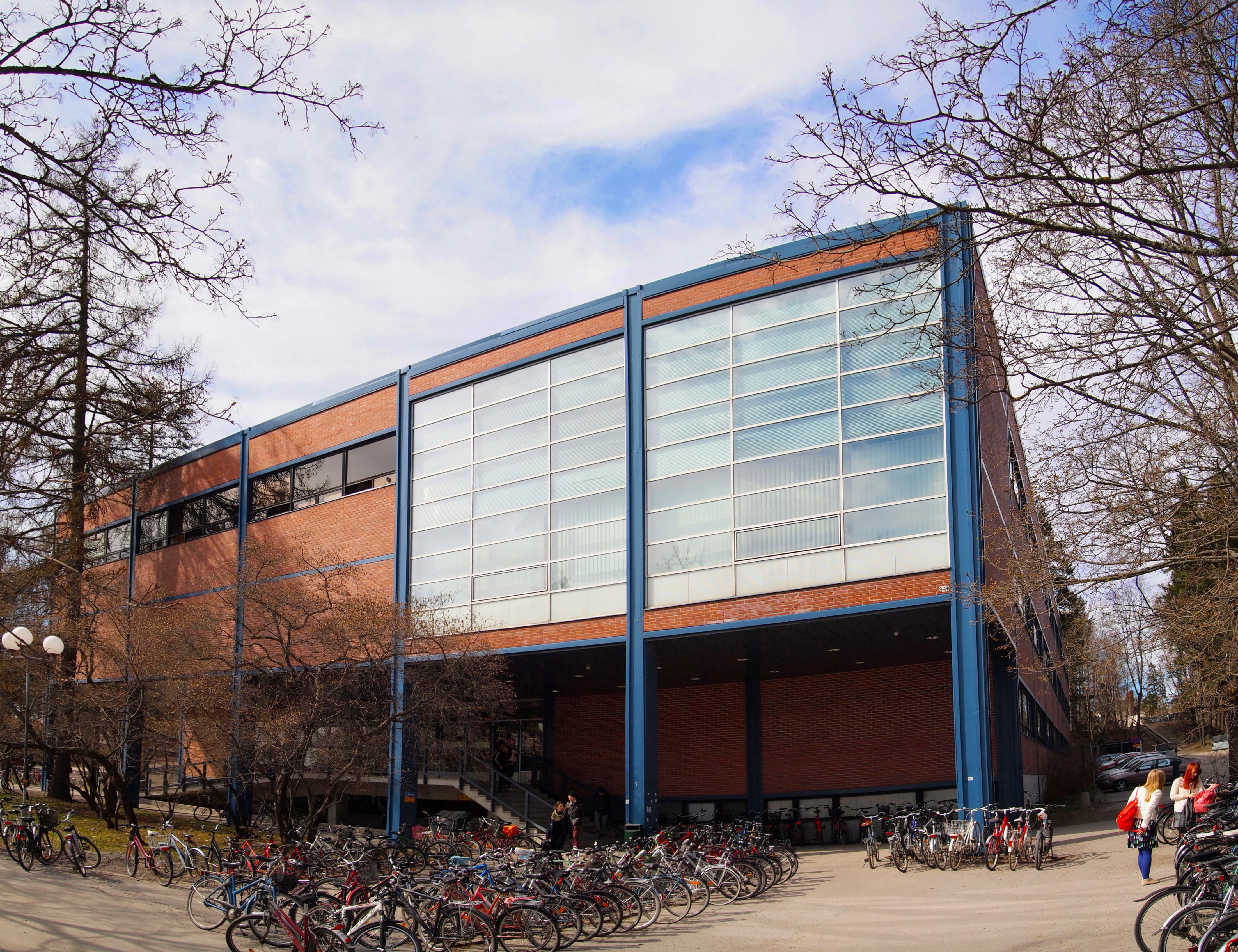
Jyväskylä universitetsbibliotek.

Arto Kalevi Sipinen, född 20 april 1936 i Helsingfors, död 23 december 2017 i Esbo, var en finländsk arkitekt.
Sipinen praktiserade 1959–1961 under studietiden hos Alvar Aalto och efter utförd examen vid Tekniska högskolan hos Viljo Revell 1961–1963 och Olli Kivinen 1963–1965, varefter han grundade egen byrå. Han blev känd för sina offentliga byggnader i en personlig, vit modernism där fasadens öppna och slutna ytor indelas i lodräta spjälverk. De flesta större projekt vann han genom segrar i nationella tävlingar.
Han erhöll Pro Finlandia-medaljen 1990 och professors titel 1995.

## Verk i urval
- Jyväskylä universitets bibliotek, administrationsbyggnad och två byggnader för konstfakulteterna, 1970-talet
- Imatra stadshus, tillsammans med Mane Hetzer, 1970
- Jyväskylä universitets byggnader i Mattilanniemi och Ylistönrinne, 1980–2000
- Reso stadshus, 1981
- Imatra kulturcentrum, 1986)
- Konsert- och kongresshuset i S:t Michel, 1988)
- Esbo kulturcentrum, 1989
- Lahtis bibliotek, 1990
- Mäntsälä kommunhus, 1992
- Kontorstornet Innova i Jyväskylä, 2000-talet
- Jyväskylä yrkeshögskolas IT-institut Dynamo, 2000-talet